# Simon vs. the Homo Sapiens Agenda
Simon vs. the Homo Sapiens Agenda és una novel·la per a joves del 2015, llibre de debut de l'autora nord-americana Becky Albertalli. La història se centra en el seu protagonista anomenat Simon Spier, un nen de secundària gai que encara està dins l'armari. Però es veu obligat a sortir després que un xantatgista descobreixi els correus electrònics de Simon escrits a un altre company de classe, de qui s'ha enamorat.
Albertalli va rebre el Premi William C. Morris de l'Associació Americana de Biblioteques, un honor per a escritors de literatura per a joves adults, així com internacionalment el Premi de Literatura Juvenil Alemanya . La novel·la també va aparèixer a la llista llarga del National Book Award i va ser catalogada pel Wall Street Journal com una de les millors novel·les per a joves l'any 2015.
El nom de la novel·la és una paròdia del terme "agenda homosexual", una frase pejorativa que s'utilitzava habitualment pels opositors als drets dels gais als Estats Units, fins que el creixent suport popular als drets dels gais entre el públic nord-americà va fer l'ús del terme. Actualment ja no és acceptat socialment. Aquesta també és una referència a una conversa entre Simon i el seu amic per correu electrònic, on debaten sobre com creuen que s'hauria de sortit de l'armari, fent referència en broma a la frase esmentada i com seria la seva pròpia versió, "l'Agenda Homo Sapiens", ja que s'aplica a tothom, independentment de la sexualitat.
El llibre es va adaptar cinematogràficament amb el títol Love, Simon, que va ser estrenada per 20th Century Fox als Estats Units el 16 de març de 2018, i va tenir èxit de crítica i comercial.

## Sinopsis[2]
Simon Spier és un estudiant gai que encara està dins l'armari, de 16 anys, que cursa el seu primer any de secundària amb una afició pel teatre musical que viu a un suburbi d'Atlanta, Geòrgia. Sense que la seva família i amics ho sàpiguen, Simon ha estat enviant correus electrònics a una persona que es diu "Blue", utilitzant el pseudònim de "Jacques". Tanmateix, a mesura que tots dos s'acosten més, el secret de Simon cau en mans equivocades; els correus electrònics enviats entre ell i en Blue són amenaçats de ser alliberats si no aconsegueix que l'Abby, la seva millor amiga, s'enamori del Martin. A més Simon ha de trobar una manera de sortir de la seva zona de confort, abans de ser expulsat, i abans de perdre la Blue, el qual veurà en persona.

## Personatges[5]
- Simon Spier: El protagonista gai de 16 anys que encara no ha sortit de l'armari i està en una relació en línia amb un noi anomenat "Blue". Va amb el pseudònim "Jacques", que és una referència a "Jacques a dit", la contrapart francesa del joc Simon Says. Li agraden molt les oreos i té passió per la música d'Elliott Smith. És aficionat al teatre musical i participa en les produccions de la seva escola, tot i que sovint és relegat a interpretar papers petits. Fa de "Fagin's boy" en la seva producció d'Oliver!. El correu electrònic secret de Simon que utilitza per comunicar-se amb Blue és "hourtohour.notetonote".
- Bram/Blue: Bluegreen118, comunament conegut com a "Blue", és el noi que Simon envia correus electrònics durant cinc mesos. Simon va conèixer Blue a "creeksecrets", la pàgina de l'escola Tumblr (referida com "the Tumblr") després que Blue publiqués un article molt intuïtiu i relatable sobre ser gai. És jueu-episcopalià, té pares divorciats (un dels quals és professor d'anglès, l'altre un epidemiòleg), li agraden els superherois i les copes de mantega de cacauet de Reese, té una gramàtica excel·lent, i és una persona molt privada. Simon li transmet els seus màxims secrets, per això és difícil evitar que Blue conegui les amenaces de Martin d'alliberar les seves converses privades al domini públic. Al principi, Simon creu que Blue és un company de classe del seu nom Cal, però després d'enviar-li una sèrie de preguntes relacionades amb ell, la majoria de les respostes enviades són un "no" rotund. No obstant això, Blue descobreix la identitat de Simon i, per tant, els seus correus electrònics es comencen a tensar. Al final del llibre, es revela a Simon que és Bram Greenfield, un noi tranquil que seu a la taula de dinar de Simon. Juga a futbol i és molt llest. Simon anteriorment pensava que era "de fet una mena d'adorable," amb "ulls marrons expressius, pell marró clara, tous rínxols foscos i mans bufones", i és "realment divertit dins del seu cap", malgrat la seva timidesa. Simon anteriorment creia que Leah li agradava romànticament a Bram.
- Nick Eisner: El millor amic d'en Simon. Simon coneix Nick des que tenia quatre anys. Nick està enamorat d'Abby i és un talentós cantant i guitarrista, és jueu i juga a futbol. Sovint, es troba impressionat per humors filosòfics sobtats, girant cap a tangents existencials pel que fa a temes més aviat abstrús, com les interpretacions dels seus propis somnis. Simon troba això irresistible. L'enamorament de Nick a Abby és bastant obvi, amb ell canviant de seient per seure al seu costat durant el dinar, i els seus "llibres i encantadors ulls" que miren en la seva direcció general. Es converteix en el xicot d'Abby al final del llibre.
- Leah Burke: La millor amiga de Simon. Se la descriu com molt "desapareguda" i sarcàstica i es mostra com embotella les seves emocions. És molt bona dibuixant i estima el manga i l'anime. Simon creu que Leah està enamorada de Nick, i creu que no li agrada Abby a causa de la seva creença que "va confiar" al seu grup amic. Al final de la novel·la, es revela que Leah ha estat aprenent a tocar la bateria durant els últims dos anys i forma part d'una banda anomenada "Emoji", en la qual la germana de Simon és la guitarrista, Taylor la vocalista, Anna la baixista, i Morgan la teclista.
- Abby Suso: és l'altra millor amiga de Simon, que es va traslladar de Washington DC a Atlanta, Geòrgia a principis de l'any menor. Es van fer amics a causa de les tasques de parella dictades per l'alfabetització dels estudiants, per treballar junts a la seva classe de casa. Està involucrada en molts clubs recreatius organitzats a l'escola, com els que impliquen consell d'estudiants, animant, i el grup de producció teatral que ajuda amb el musical de l'escola, en el qual interpreta Artful Dodger. Simon surt a la primera, augmentant les tensions entre ella i Leah. Ella és l'objectiu d'en Martin. Ella i Nick s'involucren romànticament al final del llibre. És cosina de les germanes bessones Molly i Cassie Peskin-Suso, els protagonistes de la novel·la d'Albertalli The Upside of Unrequited.
- Martin Addison: El pallasso de classe. Té el cabell marró descuidat, té un germà gai que va a la universitat a DC, i fa de Fagin en la producció escolar d'Oliver! És retratat com un noi estudiós, entretingut, ben estimat, amb Simon referint-se a ell com una mena de "mascota" pels nens populars. No obstant això, els seus aspectes més foscos es revelen quan fa xantatge a Simon perquè l'ajudi a trobar una relació romàntica amb Abby després que descobreixi que Simon és gai. Martin creu que Abby està interessat en Simon romànticament quan veu la seva abraçada platònica i divulga impulsivament la sexualitat de Simon en "creeksecrets", una pàgina de Shady Creek Tumblr. Després que Simon estigui subjecte a diversos actes d'assetjament impulsats per l'homofòbia, Martin mostra remordiment per les seves accions, confrontant Simon en un aparcament, i enviant-li un correu electrònic de disculpa i sinceritat. Es revela en la novel·la seqüela Leah on the Offbeat que Simon i Martin s'han reconciliat, però als amics i germana de Simon encara no els agrada.
- Cal Price: El director escènic de la producció escolar. Simon va estar interessat en ell romànticament. Se'l descriu com a molt bonic, ulls blau-verd i un accent meridional. Simon inicialment creu que Cal és Blue fins que Simon envia a Blue una sèrie de preguntes pertanyents a Cal, de les quals la majoria de les seves respostes són un "no" rotund. Després que Simon surti de l'armari, Cal se li presenta com a bisexual i expressa un interès romàntic en ell, però Simon rebutja perquè està enamorat de Blue.
- Nora Spier: La germana petita de Simon. És una estudiant de primer any i té rínxols rossos. No és molt assertiva i sembla estar sotmesa a pressió entre iguals. Va aprendre guitarra i forma part d'una banda anomenada "Emoji" amb Leah, Taylor i Anna.
- Alice Spier: La germana gran de Simon. És estudiant de primer any a la Universitat de Wesleyan i té els cabells rossos bruts. Alice té un xicot anomenat Theo, que, per la primera meitat de la novel·la, roman en secret. Ella revela la seva relació amb la seva família només després que Simon l'animi després que ell mateix surti de l'armari amb ells.
- Jack Spier: El pare d'en Simon. Intenta ser un "dolent pare hipster", però sovint parla d'acudits homòfobs. També està "obsessionat" amb la vida de Simon, centrant la seva atenció en ella amb freqüència, la qual cosa només augmenta la dificultat de Simon per a explicar-li a ell i a la seva dona, la mare de Simon. Ell i la mare de Simon gaudeixen veient The Bachelorette, i ells (juntament amb Simon) miren Love, en realitat cada Nadal.
- Emily Spier: La mare de Simon. És una psicòloga infantil i sembla estar increïblement involucrada en la vida de Simon, per la seva molèstia.
- Taylor Metternich: La companya actriu de Simon a Oliver! Ella fa de protagonista, Oliver. És prima i té "cabells súper rossos". Simon la descriu com un "costat fosc de la perfecció". Taylor està força obsessionada, sovint presumint del seu talent i aspecte. Això molesta i diverteix a Simon i els seus amics. Taylor té una intensa reacció emocional a l'assetjament de Simon després de la seva sortida de l'armari, gairebé físicament colpejant un dels autors implicats en la seva burla. Taylor és la vocalista principal de la banda "Emoji".
- Sra. Albright: professora de teatre de Simon "moderadament dolenta". Ella té el cabell vermell elèctric i està enfurismada per l'assetjament dels altres a Simon després de la seva sortida de l'armari, decidida a portar-lo a un cessament permanent.
- Garrett: jugador de futbol que seu a la taula de dinar de Simon. Simon el descriu com un "semi-douche". És amic de Bram i està romànticament interessat en Leah.
- Anna: L'ex-xicota de Simon. S'asseu a la seva taula de dinar, porta un ull negre i llegeix manga. És la baixista d'Emoji.
- Morgan: La millor amiga de l'Anna. Simon creu que ella i Anna són pràcticament intercanviables. És la teclista d'Emoji.
- Peter: Un estudiant universitari que compra diverses begudes per Simon en un restaurant i bar amistós LGBT. Porta un Simon borratxo a Nick i Abby quan s'adona que Simon encara està al institut.
- Maddie: Una noia que és membre del consell d'estudiants.
- Sr. Wise: Professor d'anglès de Simon.
- Theo: El xicot de l'Alice.
- Carter Addison: El germà gai de Martin Addison, que assisteix a la universitat.

## Premis i nominacions[3]
- William C. Morris Award: millor debut a jove de l'any.
- National Book Award for Young People's Literature
- Pennsylvania Young Reader's Choice Award: nominat per joves adults.
- Lincoln Award: nominat.
  - Goodreads Choice Award nominat al debut Goodreads Author.
- Goodreads Choice Award: nominat per joves adults ficció.
- Deutscher Jugendliteraturpreis: al 2017.

## Censura
Simon vs. the Homo Sapiens Agenda va ser un dels llibres afectats per retirada de 32 llibres de temàtica LGTBI a onze instituts de Castelló.
El 13 d’octubre de 2021 la regidoria de cultura de l’Ajuntament de Castelló, amb Verònica Ruiz al cap davant, van fer entrega d’una col·Lecció de 32 llibres de temàtica LGTBI a onze instituts públics de la ciutat per fomentar la convivencia en igualtat, la tolerància i el respecte a la diversitat entre els estudiants entre 12 i 17 anys. La Fundació Espanyola d'Advocats Cristians va fer una petició al jutjat contenciós administratiu número 1 de la ciutat perquè es retiressin els llibres dels instituts. Per tant, l'Ajuntament de Castelló es va veure obligat a retirar-los. Aquest fet va remoure les xarxes socials, sobretot Twitter, on la gent compartia la seva opinió al respecte.
La regidora de Cultura i Feminisme i LGTBI de Castelló, Verònica Ruiz, va comunicar el seu descontentament per xarxes socials i va afirmar que l'ajuntament estava profundament en contra de la retira d'aquests llibres. Finalment, es van tornar els llibres als instituts i la regidora va dir: "Nos reafirmamos con la adquisición y distribución en los centros de estos lotes de libros, comprados bajo criterio técnico, porque estamos en una sociedad democrática y libre, donde tiene que prevalecer la tolerancia y los derechos fundamentales, porque los jóvenes de hoy serán los adultos de mañana. "